# 原子炉の一覧
原子炉一覧は、世界各国の原子炉の注釈付き包括的一覧である。この一覧は、国別に分類されており、各国はABC順に並べられている。また、この一覧には、原子力船は含まれていないが、建設中の原子炉や廃炉となった原子炉は含まれている。

## オセアニア・南極

### オーストラリア
- ルーカス・ハイツ原子炉　HIFAR (High Flux Australian Reactor; 10 MWt)…心臓病やがんの治療のための原子炉。（患者は1年の治療につき約50万円支払う必要がある）1958年1月26日に初めて臨界に達し、2007年に解体が開始され、解体完了には10年かかるとみられている[1]。
- HIFAR:OPAL（英語版）炉に変更。2006年8月12日午後11時25分に初めて臨界を迎えた[2]。

### 南極大陸
- PM-3A…所在地はマクマード基地。アメリカ海軍所有であった原子炉(1962年運転開始、1972年停止、1979年完全撤去)。米陸軍核動力プログラム(Army Nuclear Power Program)によって設計され、基地の電源や熱源として使用された

## アフリカ

### コンゴ民主共和国
- TRICO I - TRIGA炉,キンシャサ大学所有 (1970年閉鎖)
- TRICO II - TRIGA炉,キンシャサ大学所有

### エジプト
- Inshas Nuclear Research Center
  - ETTR-1 - 2 MW LWR (ソ連から提供1958)
  - ETTR-2 - 22 MW reactor (アルゼンチンから提供INVAP, 1998)

### リビア
- Tajura Nuclear Research Center, 10MW research reactor (supplied by USSR)

### モロッコ
- Rabat - TRIGA (建設中)

### 南アフリカ共和国

#### 発電炉
- Koeberg nuclear power station (ケープタウン郊外)
  - Koeberg-1 920MWe
  - Koeberg-2 920MWe

#### 研究炉
- Pelindaba - Pelindaba Nuclear Research Center プレトリア郊外
  - Safari-1 20MW swimming pool reactor
  - Safari-2 (dismantled 1970)

## カナダ

### オンタリオ
- オンタリオ・パワー・ジェネレーション
  - ピカリング原子力発電所 (航空写真)
    - Aサイト
      - 1号機 - 515 MW CANDU
      - 2号機 - 515 MW CANDU (操業停止)
      - 3号機 - 515 MW CANDU (操業停止)
      - 4号機 - 515 MW CANDU

    - Bサイト
      - 5号機 - 516 MW CANDU
      - 6号機 - 516 MW CANDU
      - 7号機 - 516 MW CANDU
      - 8号機 - 516 MW CANDU

  - ダーリントン原子力発電所 (航空写真)
    - 1号機 - 881 MW CANDU
    - 2号機 - 881 MW CANDU
    - 3号機 - 881 MW CANDU
    - 4号機 - 881 MW CANDU
- ブルース・パワー（英語版）
  - ブルース原子力発電所  (航空写真)
    - Aサイト
      - 1号機 - 750 MW CANDU (2009年より改修中)
      - 2号機 - 750 MW CANDU (2010年より改修中)
      - 3号機 - 750 MW CANDU
      - 4号機 - 750 MW CANDU

    - Bサイト
      - 1号機 - 785 MW CANDU
      - 2号機 - 820 MW CANDU
      - 3号機 - 785 MW CANDU
      - 4号機 - 785 MW CANDU
- Nuclear Power Demonstrator (ローレンシャンヒルズ)プロトタイプ1基、解体済み
- ダグラス・ポイント原子力発電所（英語版） (ティバートン（英語版）) プロトタイプ1基、解体済み

### ケベック州
- (ハ)イドロ・ケベック
  - ジャンティイ原子力発電所
    - 1号機 - 250 MW (1977年閉鎖)
    - 2号機 - 635 MW CANDU-6

### ニューブランズウィック州
- NB Power
  - ポイント・ルプロー原子力発電所
    - 1号機 - 635 MW CANDU-6 (2009年より改修中)

### 研究炉
- チョーク・リバー研究所
  - MMIR（英語版）-1 - MAPLE級医療用アイソトープ発生炉。現状作動せず
    - MMIR-2 - MAPLE級医療用アイソトープ発生炉。現状作動せず

  - NRU -出力135 MWの原子炉。研究および医療用アイソトープ発生に用いられた
  - NRX炉- (1947-1992) 閉鎖されるまでは世界で最も高い中性子束炉だった
  - SLOWPOKE-1  トロント大学に移転しSLOWPOKE-2へアップグレード
  - PTR - プール試験炉 (1990年閉鎖)
  - ZEEP（英語版） アメリカ合衆国街で初めての原子炉であり、カナダでも初めての原子炉だった
    - ZED-2（英語版） - ゼロ出力炉
- ホワイトシェル研究所
  - WR-1（英語版） - 冷却中- CANDU炉
  - SDR - Slowpokeデモンストレーション炉- SLOWPOKE炉（英語版） - 3基 (1989閉鎖)
- ノバスコシア州ハリファックスダルハウジー大学 - SLOWPOKE-2基
- カナタ (オンタリオ州)（英語版） - SLOWPOKE-2基 (1989年閉鎖)
- オンタリオ州オタワTunney's Pasture - - SLOWPOKE炉2基（プロトタイプ、1984年閉鎖）
- ケベック州モントリオールモントリオール理工科大学 - SLOWPOKE　2基
- McMaster Nuclear Reactor（英語版） - MWth MTR 5基
- オンタリオ州キングストンカナダ王立軍事大学（英語版） - SLOWPOKE-2基
- サスカトゥーンサスカチュワン・アイソトープ研究所?（en:Saskatchewan Research Council）SLOWPOKE-2基
- エドモントン アルバータ大学 - SLOWPOKE-2基
- トロント大学 - SLOWPOKE-2基(閉鎖)

## 中華人民共和国
| 名称                                               | 所在地          | タイプ | 発電量 (MWe),総計/純益 | 状態                         |
| -------------------------------------------------- | --------------- | ------ | ---------------------- | ---------------------------- |
| 大亜湾原子力発電所(広東 1)                         | 広東省 深圳市   | PWR    | 944/984                | 1993年8月31日に試運転を開始  |
| 大亜湾原子力発電所(広東 2)                         | 広東省 深圳市   | PWR    | 944/984                | 1994年2月2日に試運転を開始   |
| 嶺澳原子力発電所 嶺澳 1 (嶺澳 A)                   | 広東省 深圳市   | PWR    | 938/990                | 2002年2月26日に試運転を開始  |
| 嶺澳原子力発電所 嶺澳 2 (嶺澳 B)                   | 広東省 深圳市   | PWR    | 938/990                | 2002年12月15日に試運転を開始 |
| 秦山原子力発電所 1 (旧Qinshan)                     | 浙江省 嘉興市   | PWR    | 279/300                | 1991年12月15日に試運転を開始 |
| 秦山原子力発電所2-A (旧 Qinshan 2, of Qinshan 2-A) | 浙江省 嘉興市   | PWR    | 610/642                | 2002年2月2日に試運転を開始   |
| 秦山原子力発電所2-B (旧Qinshan 3)                  | 浙江省 嘉興市   | PWR    | 610/642                | 2004年3月4日に試運転を開始   |
| 秦山原子力発電所3-A                                | 浙江省 嘉興市   | PHWR   | 665/728                | 2003年4月に試運転を開始      |
| 秦山原子力発電所3-B                                | 浙江省 嘉興市   | PHWR   | 665/728                | 2003年7月                    |
| 田湾原子力発電所 1 (連雲港)                        | 江蘇省 連雲港市 | VVER   | 1,000/1,060            | 2006年5月12日に試運転を開始  |
| 田湾原子力発電所 2 (連雲港)                        | 江蘇省 連雲港市 | VVER   | 1,000/1,060            | 2007年5月14日に試運転を開始  |
| 合計                                               | 合計            | 合計   | 8,593/9,108            |                              |
| Units in the Construction Pipeline                 |                 |        |                        |                              |
| 秦山原子力発電所4A                                 | 浙江省 嘉興市   | ???    | 610/650                | 2006年3月にコンクリート注入  |
| 合計                                               | 合計            | 合計   | 1,610/1,710            |                              |

参考: EIA Reactor Summaries、PRIS database

## フランス
- ブレイエ原子力発電所 - 4基 910 MWe PWR原子炉
- クリュアス原子力発電所- 4基(内訳：発電量880メガワットの原子炉2基,発電量915メガワットの原子炉2基)
- ダンピエール原子力発電所- 4基 890 MWe PWR原子炉。
- フェッセンアイム原子力発電所 - 2基 880 MWe PWR原子炉。 -フランスのPWRの中ではもっとも古い原子炉。
- フラマンヴィル原子力発電所 - 2基 1330 MWe  PWR原子炉。
- ゴルフェッシュ原子力発電所 - 2基 1310 MWe PWR原子炉。
- グラヴリーヌ原子力発電所 - 6基 910 MWe PWR原子炉。
- ノジャン原子力発電所 - 2基 1310 MWe  PWR原子炉。
- パリュエル原子力発電所 - 4基 1330 MWe PWR原子炉。
- パンリー原子力発電所 - 2基 1330 MWe  PWR原子炉。
- フェニックス原子力発電所 - 発電量1,233メガワットの高速増殖炉。
- サン＝アルバン原子力発電所 - 2基 1335 MWe PWR原子炉。
- サン＝ローラン＝デ＝ゾー原子力発電所 - PWR原子炉2基。(内訳：発電量880メガワットの原子炉1基, 発電量 915メガワットの原子炉1基)
- トリカスタン原子力発電所 - 4基 915 MWe PWR 原子炉

### 建設中
- フラマンヴィル原子力発電所 - 1基 1630 MWe PWR原子炉- フランス電力がEPR 原子炉建設を進めている。

### 閉鎖・解体済み原子炉
全部で 12箇所ある
- ビュジェ原子力発電所 - 1基 540 MWe GCR原子炉
- シノン原子力発電所 - 3基 GCR 原子炉
- ショー原子力発電所-A - 1基 310 MWe PWR原子炉-  SENA (Societe d'energie nucleaire franco-belge des Ardennes)が運営する、1970年に操業されたフランス初のPWR原子炉。
- マルクール原子力地区 - 3基 38 MWe GCR原子炉
- fr:Monts d'Arree - 1基 70 MWe reactor - EL-49,ブルターニュ半島にある フランス唯一の重水炉。
- サン＝ローラン＝デ＝ゾー原子力発電所 - 2基 GCR原子炉
- スーパーフェニックス, クレイマルビル- 1基 1200 MWe FBR原子炉使用。

### 中止
- fr:Le Carnet
- fr:Plogoff
- Thermos, グルノーブルへの電力供給のためにたてられた、発電量50-100メガワットの原子炉。

### 研究炉
- ラウエ・ランジュヴァン研究所（フランス語版）：中性子の研究目的で作られた原子炉の中で、最も活動が激しい原子炉である。
- ラプソディ
- ゾエ (原子炉)（英語版）, フランス史上初の原子炉 で、1948年にシャティヨン要塞の跡地に建設された。
- ICJT list[リンク切れ]

## 日本

### 発電炉

#### 実用発電炉
| 名称                      | 位置                | 型   | 発電量 | 状況および備考                                      | 操業者         |
| ------------------------- | ------------------- | ---- | ------ | --------------------------------------------------- | -------------- |
| 福島第一原子力発電所1号機 | 福島県双葉町        | BWR  | 439    | 福島第一原子力発電所事故を起こし、廃炉措置中。      | 東京電力       |
| 福島第一原子力発電所2号機 | 福島県双葉町        | BWR  | 760    | 福島第一原子力発電所事故を起こし、廃炉措置中。      | 東京電力       |
| 福島第一原子力発電所3号機 | 福島県双葉町        | BWR  | 760    | 福島第一原子力発電所事故を起こし、廃炉措置中。      | 東京電力       |
| 福島第一原子力発電所4号機 | 福島県双葉町        | BWR  | 760    | 福島第一原子力発電所事故を起こし、廃炉措置中。      | 東京電力       |
| 福島第一原子力発電所5号機 | 福島県双葉町        | BWR  | 760    | 1978年4月より操業。廃炉措置中。                     | 東京電力       |
| 福島第一原子力発電所6号機 | 福島県双葉町        | BWR  | 1,067  | 1979年10月より操業。廃炉措置中。                    | 東京電力       |
| 福島第二原子力発電所1号機 | 福島県楢葉町        | BWR  | 1,067  | 1982年4月より操業。廃炉措置中。                     | 東京電力       |
| 福島第二原子力発電所2号機 | 福島県楢葉町        | BWR  | 1,067  | 1984年2月より操業。廃炉措置中。                     | 東京電力       |
| 福島第二原子力発電所3号機 | 福島県楢葉町        | BWR  | 1,067  | 1985年6月より操業。廃炉措置中。                     | 東京電力       |
| 福島第二原子力発電所4号機 | 福島県楢葉町        | BWR  | 1,067  | 1987年8月より操業。廃炉措置中。                     | 東京電力       |
| 玄海原子力発電所1号機     | 佐賀県玄海町        | PWR  | 529    | 1975年10月より操業。2015年より廃炉措置中。          | 九州電力       |
| 玄海原子力発電所2号機     | 佐賀県玄海町        | PWR  | 529    | 1981年3月より操業。2019年より廃炉措置中。           | 九州電力       |
| 玄海原子力発電所3号機     | 佐賀県玄海町        | PWR  | 1,127  | 1994年3月より操業                                   | 九州電力       |
| 玄海原子力発電所4号機     | 佐賀県玄海町        | PWR  | 1,127  | 1997年7月より操業                                   | 九州電力       |
| 浜岡原子力発電所1号機     | 静岡県御前崎市      | BWR  | 515    | 1976年3月より操業。2009年より廃炉措置中。           | 中部電力       |
| 浜岡原子力発電所2号機     | 静岡県御前崎市      | BWR  | 806    | 1978年11月より操業。2009年より廃炉措置中。          | 中部電力       |
| 浜岡原子力発電所3号機     | 静岡県御前崎市      | BWR  | 1,056  | 1987年8月より操業                                   | 中部電力       |
| 浜岡原子力発電所4号機     | 静岡県御前崎市      | BWR  | 1,092  | 1993年9月より操業                                   | 中部電力       |
| 浜岡原子力発電所5号機     | 静岡県御前崎市      | ABWR | 1,380  | 2005年1月より操業                                   | 中部電力       |
| 東通原子力発電所1号機     | 青森県東通村        | BWR  | 1067   | 2005年12月より操業                                  | 東北電力       |
| 東通原子力発電所2号機     | 青森県東通村        | ABWR |        | 2010年より建設中                                    | 東北電力       |
| 東通原子力発電所1号機     | 青森県東通村        | ABWR |        | 2008年より建設中                                    | 東京電力       |
| 東通原子力発電所2号機     | 青森県東通村        | ABWR |        | 2011年より建設中                                    | 東京電力       |
| 伊方発電所1号機           | 愛媛県伊方町        | PWR  | 538    | 1977年9月より操業。2017年より廃炉措置中。           | 四国電力       |
| 伊方発電所2号機           | 愛媛県伊方町        | PWR  | 838    | 1982年3月より操業。2018年より廃炉措置中。           | 四国電力       |
| 伊方発電所3号機           | 愛媛県伊方町        | PWR  | 846    | 1993年12月より操業                                  | 四国電力       |
| 柏崎刈羽原子力発電所1号機 | 新潟県柏崎市        | BWR  | 1,067  | 1985年9月より操業                                   | 東京電力       |
| 柏崎刈羽原子力発電所2号機 | 新潟県柏崎市        | BWR  | 1,067  | 1990年9月より操業。新潟県中越沖地震により停止中。   | 東京電力       |
| 柏崎刈羽原子力発電所3号機 | 新潟県柏崎市        | BWR  | 1,067  | 1993年8月より操業。新潟県中越沖地震により停止中。   | 東京電力       |
| 柏崎刈羽原子力発電所4号機 | 新潟県柏崎市        | BWR  | 1,067  | 1994年8月より操業。新潟県中越沖地震により停止中。   | 東京電力       |
| 柏崎刈羽原子力発電所5号機 | 新潟県柏崎市-刈羽村 | BWR  | 1,067  | 1990年4月より操業                                   | 東京電力       |
| 柏崎刈羽原子力発電所6号機 | 新潟県柏崎市-刈羽村 | ABWR | 1,315  | 1996年11月より操業                                  | 東京電力       |
| 柏崎刈羽原子力発電所7号機 | 新潟県柏崎市-刈羽村 | ABWR | 1,315  | 1997年7月より操業                                   | 東京電力       |
| 美浜発電所1号機           | 福井県美浜町        | PWR  | 320    | 1970年11月28日より操業。2015年より廃炉措置中。      | 関西電力       |
| 美浜発電所2号機           | 福井県美浜町        | PWR  | 470    | 1972年7月25日より操業。2015年より廃炉措置中。       | 関西電力       |
| 美浜発電所3号機           | 福井県美浜町        | PWR  | 780    | 1976年3月15日より操業。運転開始より40年以上が経過。 | 関西電力       |
| 大飯発電所1号機           | 福井県おおい町      | PWR  | 1,120  | 1979年3月27日より操業。2017年より廃炉措置中。       | 関西電力       |
| 大飯発電所2号機           | 福井県おおい町      | PWR  | 1,120  | 1979年12月より操業。2017年より廃炉措置中。          | 関西電力       |
| 大飯発電所3号機           | 福井県おおい町      | PWR  | 1,127  | 1991年12月より操業                                  | 関西電力       |
| 大飯発電所4号機           | 福井県おおい町      | PWR  | 1,127  | 1993年2月より操業                                   | 関西電力       |
| 女川原子力発電所1号機     | 宮城県女川町-石巻市 | BWR  | 498    | 1984年6月より操業。2018年より廃炉措置中。           | 東北電力       |
| 女川原子力発電所2号機     | 宮城県女川町-石巻市 | BWR  | 796    | 1995年7月より操業                                   | 東北電力       |
| 女川原子力発電所3号機     | 宮城県女川町-石巻市 | BWR  | 798    | 2002年1月より操業                                   | 東北電力       |
| 川内原子力発電所1号機     | 鹿児島県薩摩川内市  | PWR  | 846    | 1984年7月より操業                                   | 九州電力       |
| 川内原子力発電所2号機     | 鹿児島県薩摩川内市  | PWR  | 846    | 1985年11月より操業                                  | 九州電力       |
| 志賀原子力発電所1号機     | 石川県志賀町        | BWR  | 505    | 1993年7月より操業                                   | 北陸電力       |
| 志賀原子力発電所2号機     | 石川県志賀町        | ABWR | 1,358  | 2006年3月より操業                                   | 北陸電力       |
| 島根原子力発電所1号機     | 島根県松江市鹿島町  | BWR  | 439    | 1974年3月より操業。2017年より廃炉措置作業中。       | 中国電力       |
| 島根原子力発電所2号機     | 島根県松江市鹿島町  | BWR  | 789    | 1989年2月より操業。                                 | 中国電力       |
| 島根原子力発電所3号機     | 島根県松江市鹿島町  | ABWR | 1,373  | 建設中。                                            | 中国電力       |
| 高浜発電所1号機           | 福井県高浜町        | PWR  | 780    | 1974年11月より操業。運転開始より40年以上が経過。    | 関西電力       |
| 高浜発電所2号機           | 福井県高浜町        | PWR  | 780    | 1975年11月より操業。運転開始より40年以上が経過。    | 関西電力       |
| 高浜発電所3号機           | 福井県高浜町        | PWR  | 830    | 1985年1月より操業                                   | 関西電力       |
| 高浜発電所4号機           | 福井県高浜町        | PWR  | 830    | 1985年7月より操業                                   | 関西電力       |
| 東海発電所                | 茨城県東海村        | GCR  | 169    | 1966年から1998年に操業。廃炉措置中。                | 日本原子力発電 |
| 東海第二発電所1号機       | 茨城県東海村        | BWR  | 1,056  | 1978年11月より操業。運転開始より40年以上が経過。    | 日本原子力発電 |
| 泊発電所1号機             | 北海道泊村          | PWR  | 550    | 1989年6月22日より操業                               | 北海道電力     |
| 泊発電所2号機             | 北海道泊村          | PWR  | 550    | 1991年4月より操業                                   | 北海道電力     |
| 泊発電所3号機             | 北海道泊村          | PWR  | 912    | 2009年12月22日より運転開始                          | 北海道電力     |
| 敦賀発電所1号機           | 福井県敦賀市        | BWR  | 341    | 1971年3月より操業。2017年より廃炉措置中。           | 日本原子力発電 |
| 敦賀発電所2号機           | 福井県敦賀市        | PWR  | 1,115  | 1987年7月25日より運転開始                           | 日本原子力発電 |
| JPDR-II                   |                     | BWR  | 13     | 1963-1982                                           |                |

#### 研究開発段階発電炉
| 名称     | 位置         | 型         | 発電量(MWe) | 状況および備考                         | 操業者                 |
| -------- | ------------ | ---------- | ----------- | -------------------------------------- | ---------------------- |
| ふげん   | 福井県敦賀市 | 新型転換炉 | 165         | 2003年運転終了。2008年より廃止措置中。 | 日本原子力研究開発機構 |
| もんじゅ | 福井県敦賀市 | 高速増殖炉 | 280         | 2016年廃炉決定。2018年より廃止措置中。 | 日本原子力研究開発機構 |

### 研究炉
| 設置者                                        | 名称                                     | 所在地                                                                 | 炉型                                                 | 熱出力                                 | 状況および備考 |
| --------------------------------------------- | ---------------------------------------- | ---------------------------------------------------------------------- | ---------------------------------------------------- | -------------------------------------- | --- |
| 国立研究開発法人日本原子力研究開発機構(JAEA)  | JRR-1 (Japan Research Reactor No.1)      | 原子力科学研究所(茨城県那珂郡東海村)                                   | 濃縮ウラン軽水減速冷却型（ウォーターボイラー型）     | 50kW                                   | 閉鎖 |
| 国立研究開発法人日本原子力研究開発機構(JAEA)  | JRR-2                                    | 原子力科学研究所(茨城県那珂郡東海村)                                   | 濃縮ウラン重水減速重水冷却非均質型                   | 10MW                                   | 閉鎖 |
| 国立研究開発法人日本原子力研究開発機構(JAEA)  | JRR-3                                    | 原子力科学研究所(茨城県那珂郡東海村)                                   | 濃縮ウラン軽水減速軽水冷却プール型                   | 20MW                                   | |
| 国立研究開発法人日本原子力研究開発機構(JAEA)  | JRR-4                                    | 原子力科学研究所(茨城県那珂郡東海村)                                   | 濃縮ウラン軽水減速軽水冷却プール型                   | 3,500kW                                | |
| 国立研究開発法人日本原子力研究開発機構(JAEA)  | 原子炉安全性研究炉 (NSRR)                | 原子力科学研究所(茨城県那珂郡東海村)                                   | 円環炉心パルス炉                                     | 定出力運転時300kW パルス運転時23,000MW | |
| 国立研究開発法人日本原子力研究開発機構(JAEA)  | JPDR (Japan Power Demonstration Reactor) | 原子力科学研究所(茨城県那珂郡東海村)                                   | 沸騰水型原子炉                                       | 4.5万kW                                | 閉鎖 |
| 国立研究開発法人日本原子力研究開発機構(JAEA)  | TCA (軽水臨界実験装置)                   | 原子力科学研究所(茨城県那珂郡東海村)                                   | 濃縮ウラン・プルトニウム軽水減速型                   | 200W                                   | 臨界実験装置。 |
| 国立研究開発法人日本原子力研究開発機構(JAEA)  | FCA (高速炉臨界実験装置)                 | 原子力科学研究所(茨城県那珂郡東海村)                                   | 濃縮ウラン・プルトニウム水平二分割型                 | 2kW                                    | 臨界実験装置。 |
| 国立研究開発法人日本原子力研究開発機構(JAEA)  | STACY (定常臨界実験装置)                 | 原子力科学研究所(茨城県那珂郡東海村)                                   | ウラン・プルトニウム硝酸水溶液減速タンク型           | 200W                                   | 臨界実験装置。 |
| 国立研究開発法人日本原子力研究開発機構(JAEA)  | TRACY (過渡臨界実験装置)                 | 原子力科学研究所(茨城県那珂郡東海村)                                   | ウラン硝酸水溶液減速タンク型                         | 定出力運転時10kW 過渡出力運転時5,000MW | 臨界実験装置。 |
| 国立研究開発法人日本原子力研究開発機構(JAEA)  | VHTRC (高温ガス炉臨界実験装置)           | 原子力科学研究所(茨城県那珂郡東海村)                                   | 濃縮ウラン黒鉛減速水平二分割型                       | 10W                                    | 臨界実験装置。 |
| 国立研究開発法人日本原子力研究開発機構(JAEA)  | JMTRC (材料試験炉臨界実験装置)           | 原子力科学研究所(茨城県那珂郡東海村)                                   | 濃縮ウラン軽水減速自然冷却型                         | 100W                                   | 臨界実験装置。1965年にJRR-4のNo.2プールに設置。1967年にJMTR原子炉建家完成に伴い、同建家のCFプールに移設。                                                                  |
| 国立研究開発法人日本原子力研究開発機構(JAEA)  | JMTRC (材料試験炉臨界実験装置)           | 大洗研究所(茨城県東茨城郡大洗町)                                       | 濃縮ウラン軽水減速自然冷却型                         | 100W                                   | 臨界実験装置。1965年にJRR-4のNo.2プールに設置。1967年にJMTR原子炉建家完成に伴い、同建家のCFプールに移設。                                                                  |
| 国立研究開発法人日本原子力研究開発機構(JAEA)  | JMTR (Japan Materials Testing Reactor)   | 濃縮ウラン軽水減速軽水冷却タンク型                                     | 50MW                                                 |                                        | |
| 国立研究開発法人日本原子力研究開発機構(JAEA)  | 高温工学試験研究炉 (HTTR)                | 黒鉛減速ガス冷却炉                                                     | 30MW                                                 |                                        | |
| 国立研究開発法人日本原子力研究開発機構(JAEA)  | DCA(重水臨界実験装置)                    | 濃縮ウラン・プルトニウム重水減速型                                     | 1kW                                                  | 臨界実験装置。                         | |
| 国立研究開発法人日本原子力研究開発機構(JAEA)  | 高速実験炉 (常陽)                        | ナトリウム冷却高速炉                                                   | 140MW                                                | 2007年より停止中。                     | |
| 国立研究開発法人量子科学技術研究開発機構(QST) | JT-60融合炉                              | 那珂核融合研究所(茨城県那珂市)                                         | 核融合炉                                             |                                        | |
| 学校法人近畿大学                              | 近畿大学原子炉 (UTR-KINKl)               | 近畿大学原子力研究所(大阪府東大阪市)                                   | 濃縮ウラン軽水減速軽黒鉛反射非均質型                 | 1W                                     | |
| 国立大学法人京都大学                          | 京都大学研究用原子炉 (KUR)               | 京都大学複合原子力科学研究所(大阪府泉南郡熊取町)                       | 濃縮ウラン軽水減速軽水冷却非均質型                   | 5,000kW                                | |
| 国立大学法人京都大学                          | 京都大学臨界集合体実験装置 (KUCA)        | 京都大学複合原子力科学研究所(大阪府泉南郡熊取町)                       | 濃縮ウラン非均質型                                   | 0.1kW 短時間最大1kW                    | 臨界実験装置。 |
| 学校法人五島育英会                            | 武蔵工業大学原子炉 (MITRR)               | 武蔵工業大学（現東京都市大学）原子力研究所(神奈川県川崎市麻生区)       | 濃縮ウラン水素化ジルコニウム減速軽水冷却型(TRIGA-II) | 100kW                                  | 閉鎖、Stop at 1990 |
| 学校法人立教学院                              | 立教大学原子炉 (RUR)                     | 立教大学原子力研究所(神奈川県横須賀市)                                 | 濃縮ウラン水素化ジルコニウム減速軽水冷却型(TRIGA-II) | 100kW                                  | 閉鎖。米国聖公会の寄付により、聖公会所属の立教大学に原子炉が贈呈されることが決まり、1957年に横須賀市長坂に立教大学原子力研究所設立、1961年に臨界に達し、2001年に運転停止。 |
| 国立大学法人東京大学                          | 東京大学原子炉 (弥生)                    | 東京大学大学院工学系研究科原子力専攻(茨城県那珂郡東海村)               | 濃縮ウラン空気冷却型高速炉                           | 2kW                                    | 閉鎖 |
| 株式会社日立製作所                            | 日立教育訓練用原子炉 (HTR)               | 株式会社日立製作所王禅寺センタ(神奈川県川崎市麻生区)                   | 濃縮ウラン軽水減速冷却型                             | 100kW                                  | 閉鎖、廃止措置中 |
| 東芝エネルギーシステムズ株式会社              | 東芝教育訓練用原子炉 (TTR-1)             | 東芝エネルギーシステムズ株式会社原子力技術研究所(神奈川県川崎市川崎区) | 濃縮ウラン軽水減速軽水冷却非均質型                   | 100kW                                  | 廃止措置中。 |
| 東芝エネルギーシステムズ株式会社              | 東芝臨界実験装置 (NCA)                   | 東芝エネルギーシステムズ株式会社原子力技術研究所(神奈川県川崎市川崎区) | 濃縮ウラン軽水減速非均質型                           | 200W                                   | 臨界実験装置。廃止措置中。 |

## カザフスタン

### 発電炉
- アクタウ (Kazakhstan State Corporation for Atomic Power and Industry)
  - BN-350 135 MWe reactor (shut down 1999)

### 研究炉
- Alatau, Institute of Nuclear Physics of the National Nuclear Center
  - VVR-K 10MWe reactor
- クルチャトフ, National Nuclear Center, セミパラチンスク核実験場
  - IVG-1M 60 MW
  - RA - zirconium hydride moderated reactor (dismantled)
  - IGR (Impulse Graphite Reactor) 50 MW

## リトアニア
- イグナリナ原子力発電所
  - Ignalina-1, RBMK,EU加盟に際し、2004年12月31日閉鎖
  - Ignalina-2, RBMK,2009年に閉鎖予定。発電量は1360メガワット。

## メキシコ
- ラグナベルデ原子力発電所(en) -BWR2基
- メキシコシティ - TRIGA Mark III, National Institute for Nuclear Research
- メキシコシティ- National Polytechnic Institute - Subcritical research reactor [6]
- サカテカス州 - Autonomous University of Zacatecas - Subcritical research reactor [6]

## アジア

### 朝鮮民主主義人民共和国

#### 発電炉
- 寧辺核施設
  - 寧辺2号炉 - 発電量が50メガワットのマグノックス炉(1994年より建設計画宙づり)
- 泰川郡核施設 (寧辺から20 km離れている)
  - 泰川1号炉 - 200 MWe reactor (1994年より建設計画宙づり)
- 琴湖地区 (新浦市より30 km 北),朝鮮半島エネルギー開発機構参照。
  - 琴湖1号炉 - PWR 1000 MWe (2003より建設計画宙づり)
  - 琴湖2号炉 - PWR 1000 MWe (2003より建設計画宙づり)

#### 研究炉
- 寧辺核施設
  - IRT-2000 - 8 MWt (2MWt 1965-1974, 4MWt 1974-1986) 1965年にUSSRからうけとった重水炉をmoderateした研究炉。
  - 寧辺 1 - 電力・熱供給に用いられる発電量が5メガワットのマグノックス炉。

### バングラデシュ
- ダッカ - TRIGA Mark II, Atomic Energy Research Establishment (1986年に設立)

### インド

#### 発電炉
| 名称                     | 位置                           | タイプ           | 発電量(MWe) | 状態                                       |
| ------------------------ | ------------------------------ | ---------------- | ----------- | ------------------------------------------ |
| タラプール原子力発電所   | マハーラーシュトラ州Tarapur    | BWR              | 160         | 1969年10月より操業中                       |
| タラプール原子力発電所   | マハーラーシュトラ州Tarapur    | PHWR(加圧重水炉) | 540         | 2006年8月より操業中                        |
| タラプール原子力発電所   | マハーラーシュトラ州Tarapur    | PHWR(加圧重水炉) | 540         | 2005年9月より操業中                        |
| ラジャスタン原子力発電所 | ラージャスターン州Rawatbhata   | PHWR(加圧重水炉) | 100         | 1973年12月より操業中                       |
| ラジャスタン原子力発電所 | ラージャスターン州Rawatbhata   | PHWR(加圧重水炉) | 200         | 1981年4月より操業中                        |
| ラジャスタン原子力発電所 | ラージャスターン州Rawatbhata   | PHWR(加圧重水炉) | 220         | 2000年6月より操業中                        |
| ラジャスタン原子力発電所 | ラージャスターン州Rawatbhata   | PHWR(加圧重水炉) | 220         | 2000年12月より操業中                       |
| ラジャスタン原子力発電所 | ラージャスターン州Rawatbhata   | PHWR(加圧重水炉) | 220         | Under construction, online August 2007?    |
| ラジャスタン原子力発電所 | ラージャスターン州Rawatbhata   | PHWR(加圧重水炉) | 220         | Under construction, online February 2008?  |
| マドラス原子力発電所     | タミル・ナードゥ州Kalpakkam    | PHWR(加圧重水炉) | 170         | 1984年1月より操業中                        |
| マドラス原子力発電所     | タミル・ナードゥ州Kalpakkam    | PHWR(加圧重水炉) | 220         | 1986年3月より操業中                        |
| ナローラ原子力発電所     | ウッタル・プラデーシュ州Narora | PHWR(加圧重水炉) | 220         | 1991年1月より操業中                        |
| ナローラ原子力発電所     | ウッタル・プラデーシュ州Narora | PHWR(加圧重水炉) | 220         | 1992年7月より操業中                        |
| カクラパー原子力発電所   | グジャラート州Kakrapar         | PHWR(加圧重水炉) | 220         | 1993年5月より稼働中                        |
| カクラパー原子力発電所   | グジャラート州Kakrapar         | PHWR(加圧重水炉) | 220         | 1995年9月より稼働中                        |
| カイガ原子力発電所(en)   | カルナータカ州Kaiga            | PHWR(加圧重水炉) | 220         | Operational November 2000-                 |
| カイガ原子力発電所(en)   | カルナータカ州Kaiga            | PHWR(加圧重水炉) | 220         | 2000年3月より稼働中                        |
| カイガ原子力発電所(en)   | カルナータカ州Kaiga            | PHWR(加圧重水炉) | 220         | Under construction, online March 2007?     |
| カイガ原子力発電所(en)   | カルナータカ州Kaiga            | PHWR(加圧重水炉) | 220         | Under construction, online September 2007? |
| クダンクラム原子力発電所 | タミル・ナードゥ州Kudankulam   | VVER             | 1,000       | Under construction, online December 2007?  |
| クダンクラム原子力発電所 | タミル・ナードゥ州Kudankulam   | VVER             | 1,000       | Under construction, online December 2008?  |
| 合計                     | 合計                           | 合計             | 6,730 MWe   |                                            |

#### 研究炉
- en:Kalpakkam - en:IGCAR
  - en:FBTR (Fast Breeder Test Reactor)
  - en:KAMINI reactor
  - 500 MWe prototype Fast Breeder Reactor（建設中）
- en:Trombay - BARC
  - en:CIRUS reactor
  - en:Dhruva reactor
  - en:Apsara reactor

### インドネシア
- バンドン - TRIGA Mark II (250 kW installed 1965, 出力2MWの原子炉が1997年に設立)
- ジョグジャカルタ市 - TRIGA Mark II (100 kW、1979年に設立)
- Serpong - SIWABESSY 30MWth Multi-Purpose Reactor (1987年に設立)

### イラク
- Osirak / "Tammuz 1" (destroyed by Israeli airstrike, 7 June 1981)

### イラン

#### 研究炉
- テヘラン - TRIGA reactor at Tehran Nuclear Research Center ( 1967年より、アメリカ合衆国の援助を受けて)
- イスファン, Nuclear Technology Center (中国などからの支援を受けて )
  - MNSR 27 kWt miniature neutron source reactor (MNSR)
  - Light Water Subcritical Reactor (LWSCR)
  - Heavy Water Zero Power Reactor (HWZPR)
  - Graphite Subcritical Reactor (GSCR)
- Bonab 原子力研究センター
- ラームサル 原子力研究センター

#### 発電炉
- ブーシェフル原子力発電所
  - Bushehr-1 - 915MWe VVER-1000 PWR (建設中, 2006年に建設計画発動)
  - Bushehr-2 - construction suspended

#### 重水原子力発電所
- アラーク原子力発電所 - IR-40低電力重水原子力発電所 (1990年代後半から建設中、2014年に操業開始予定)

#### Uranium enrichment plants
- Natanz (カーシャーンとも)

#### Nuclear fuel sites
- Yazd
- Ardekan

### イスラエル
- Negev Nuclear Research Center EL-102 uranium/heavy water research reactor, originally 24 MW (supplied by France, operational 1962)
- Soreq Nuclear Research Center - 5 MW light water research reactor (supplied by USA, operational 1960)

### マレーシア
- クアラルンプール - TRIGA Mark II, Malaysian Institute of Nuclear Technology Research (installed 1982)

### パキスタン
- CHASNUPP-1 & CHASNUPP-2 - 300 MWe PWR
- KANUPP - 125 MWe PHWR
- Khushab - 50-70 MWT Plutonium (Military- Not under IAEA Safeguard)

### フィリピン
- PRR-1 - 3 MW TRIGA-converted reactor, ケソン,Philippine Nuclear Research Institute (formerly Philippine Atomic Energy Commission)運営。1963年8月臨界、1984年改装、1988年4月にふたたび臨界を起こし、プールの修理のため現在まで再開のめど立たず
- バターン原子力発電所 - 620 MWe、米ウェスチングハウス・エレクトリック・カンパニーが受注し、92 %完成した時点で工事中止。ロシア連邦の国営原子力企業ロスアトムがフィリピン政府に「補修すれば稼働可能」と提案[7]。

### シリア
- Miniature neutron source reactor

### 中華民国（台湾）

#### 発電炉
| 名称                                                 | 位置         | 種類 | レーティング・発電量 | 状態   |
| ---------------------------------------------------- | ------------ | ---- | -------------------- | ------ |
| 第一原子力発電所（金山1号機）                        | 新北市石門区 | BWR  | 604                  | 1978-  |
| 第一原子力発電所（金山2号機）                        |              | BWR  | 604                  | 1979-  |
| 第二原子力発電所（国聖1号機）                        | 新北市金山区 | BWR  | 948                  | 1981-  |
| 第二原子力発電所（国聖2号機）                        |              | BWR  | 948                  | 1983-  |
| 第三原子力発電所（馬鞍山1号機）                      | 屏東県恒春鎮 | PWR  | 890                  | 1984-  |
| 第三原子力発電所（馬鞍山2号機）                      |              | PWR  | 890                  | 1985-  |
| 龍門原子力発電所 （旧称、第四原子力発電所）（1号機） | 新北市貢寮区 | ABWR | 1350                 | 建設中 |
| 龍門原子力発電所（2号機）                            |              | ABWR | 1350                 | 建設中 |

#### 研究炉
- 新竹市 - 国立清華大学TRIGA(installed 1958)[8]

### タイ王国
- バンコク - TRIGA, Office of Atoms for Peace (installed 1977)
- バンコク- TRIGA MPR 10, Ongkharak Nuclear Research Center (建設中)

### トルコ

#### 発電炉
- 2015年までに10基つくられる予定

#### 研究炉
- TR-1 研究炉 (Turkish Atomic Energy Authority)
- TR-2 研究炉 (Turkish Atomic Energy Authority)
- TRIGA MARK II研究炉(イスタンブール工科大学)

#### Fuel pilot plants
- TRD Fuel Pilot Plant (Turkish Atomic Energy Authority)

### ベトナム
- ダラット - TRIGA Mark II (supplied by USA 1963年アメリカ合衆国により操業,1975年廃炉, 1984年に当時のソビエト連邦により再開)
- ニントゥアン第一原子力発電所 ニントゥアン省に建設が計画されている。ロシアのロスアトムにより建設予定。
- ニントゥアン第二原子力発電所 ニントゥアン省に建設が計画されている。日本により建設予定で2011年に日本原子力発電により導入可能性調査（FS）が開始された。

## 中南米

### アルゼンチン

#### 発電炉
- アトーチャ発電所
  - Atucha I…加圧型重水炉(PHWR)。出力335MWe。1968年建設開始、1974年運転開始
  - Atucha II…加圧型重水炉(PHWR)。出力692MWe。1980年に建設が開始され、建設中
- エンバルセ発電所(en)…CANDU。出力600MWe。1974年建設開始、1981年運転開始

#### 研究炉
- RA-0…タンク型。出力0.01kWt。1964年建設。コルドバ大学が所有、運転している
- RA-1 エンリコ・フェルミ…タンク型。出力40kWt。1957年建設
- RA-2…臨界集合体型。出力0.03kWt。1965建設。1983年9月1日運転停止
- RA-3…プール型。出力5,000kWt。1963年建設
- RA-4 (以前のSUR-100)…HOMOG型。1971年建設。ロサリオ大学（英語版）が所有、運転している
- RA-6…プール型。出力500kWt。1978年建設
- RA-8…臨界集合体型。出力0.01kWt。1986年建設、現在は運転停止
  - 運営主体に関する記述がないものについては、アルゼンチン国家原子力委員会（英語版）が所有、運転している。

### ブラジル

#### 発電炉
- リオデジャネイロ州アングラ・ドス・レイス - アングラ原子力発電所(ANGRA-1) - PWR, 626MWe Net - CNAA-Central Nuclear Almirante Álvaro Alberto - アングラ・ドス・レイス, RJ (1985年1月より商業運営中)
- リオデジャネイロ州アングラ・ドス・レイス- アングラ原子力発電所(ANGRA-2) - PWR, 1275MWe Net - CNAA-Central Nuclear Almirante Álvaro Alberto - アングラ・ドス・レイス, RJ (2001年2月より商業運営中)

#### 研究炉
- サンパウロ - IEA-R1 - プール型, 5MW - IPEN-Instituto de Pesquisas Energéticas e Nucleares -SP (1957年9月16日に臨界点に達する)
- ミナスジェライス州ベロオリゾンテ - IPR-R1 - TRIGA Mark I, 250 kW - CDTN-Centro de Desenvolvimento de Tecnologia Nuclear - MG (1960年11月6日に臨界点に達する)
- リオデジャネイロ州 リオデジャネイロ市 - ARGONAUTA - en:Argonaut class reactor, 100 kW - IEN-Instituto de Engenharia Nuclear(1965年2月20日に臨界点に達する)
- サンパウロ州サンパウロ市 - IPEN/MB-01 - 臨界集合体, 0.1 kW - IPEN-Instituto de Pesquisas Energéticas e Nucleares - (1988年11月9日に臨界点に達する)

### チリ

#### 研究炉
チリ原子力委員会管轄の研究炉が2基存在する。
- RECH1…プール型。出力5MWt MTR。1974年臨界。サンティアゴ
- RECH2…プール型。出力10MWt MTR。1977年臨界、1989年改造。サンティアゴ

### キューバ
- シエンフエーゴス Juragua Nuclear Power Plant - 417 MW VVER-440 V213 2基。ソ連崩壊後の1992年以降、建設が止まっている。

### コロンビア
- ボゴタ - TRIGA, Institute of Nuclear Science (1997年に設立)

### ジャマイカ
- キングストンSLOWPOKE-2 reactor

### パナマ
- MH-1A（パナマ運河にて建設されていた海上浮揚式原子力発電所、1966年から1976年まで運営）

### プエルトリコ
- マヤグエス - TRIGA炉 (dismantled)
- BONUS - superheated BWR (解体済み)

### ウルグアイ
- URR reactor

### ベネズエラ
- RV-1 reactor

### ペルー
- リマRP-0 -アルゼンチンのINVAPが建設
- Huarangal RP-10 - アルゼンチンのINVAPが建設

## 東欧・旧ソ連圏

### ベラルーシ
- Sosny, ミンスク
  - IRT 研究炉(1988に閉鎖)
  - "Pamir" - 可動試験炉 (1986に閉鎖)

### クロアチア
- Krško NPP - 670 MWe PWR (所有権の半分はスロベニア持ち)

### チェコ共和国
- ドコバニ原子力発電所(en) - 4 基 (VVER), 440 MWe each
- テメリン原子力発電所- 2基 (VVER), 1000 MWe each
- Řež - 研究炉2基(LVR-15, LR-0)
- プラハ - Czech Technical Universityに研究炉VR-1あり

### エストニア
- パルディスキ - 2 PWR naval training reactors (dismantled)

### ラトビア
- Salaspils, Nuclear Research Center
  - 5 MWe research reactor (shut down)

### ルーマニア

#### 研究炉
- チェルナヴォダ原子力発電所(en)
  - チェルナヴォダ1号機 PHWR CANDU、700 MW
  - チェルナヴォダ2号機 PHWR CANDU、700 MW

### セルビア

#### 研究炉
- Vinča Institute - Center for Nuclear Technologies and Research, Vinča
  - RA - Reaktor A (1956-2002) - 6.5 MW heavy water moderated and cooled research reactor
  - RB - Reaktor B (1958-...) - At the very beginning the RB reactor was designed and constructed as an unreflected zero power heavy water - natural uranium critical assembly. First criticality was reached in April 1958. Later, the 2% enriched metal uranium fuel and 80% enriched UO2 fuel were obtained and used in the reactor core. Modifications of the reactor control, safety and dosimetry systems (1960, 1976, 1988) converted the RB critical assembly to a flexible heavy water reflected experimental reactor with 1 W nominal power, operable up to 50 W. Several coupled fast-thermal systems were designed and constructed at RB reactor in the early 1990s, for the research in fast reactors physics.

(参考： )

### スロバキア
- ボフニチェ原子力発電所(en) - 4 408 MWe WWER (aka VVER),
  - Bohunice V-1 - 2x WWER-440/V230 (unit #1 shut down on 31st December 2006)
  - Bohunice V-2 - 2x WWER-440/V213
  - Bohunice A-1 - 1x 144 MWe KS-150 (shut down after a 1977 refuelling incident; decommission in progress since 1979)
- モホフチェ原子力発電所(en) - 2 388 MWe WWER
  - 2x WWER-440/V213
  - 2x WWER-440/V213 (under construction; likely to be finished by Enel SPA)

### スロベニア
- クルスコ原子力発電所(Krško NPP) - 670 MWe PWR (with croatia 50% ownership)
- Ljubljana - TRIGA Mark II研究炉, ヨージェフ・ステファン研究所 (supplied in 1966年にアメリカ合衆国からの援助を受けて建設)

#### Fuel Factory
- - Piteşti Fuel Factory candu fuel
  - Turnu Severin- Halanga Heavy Water Factory

#### 研究炉
- Institute for Nuclear Research Piteşti, ブカレストより110 km西に所在する
- National Institute for Research and Isotopic Separation Rm. Valcea, 170 km west of Bucharest
- National Institute for Physics and Nuclear Engineering, IFIN-HH, Magurele, 5 km south-west of Bucharest

Triga facility 13 MWt. C9, box.
www.nuclear.ro

### ウクライナ
稼働中

 未完成原子炉

 破壊された原子炉

 建設中止原子炉

### ウズベキスタン
- タシュケント Ulugbek原子炉
  - VVER-SM tank reactor (shut down)

#### 発電炉
- チェルノブイリ原子力発電所
  - Chernobyl-1 RBMK-1000 LWGR (1996年操業停止)
  - Chernobyl-2 RBMK-1000 LWGR (1991年操業停止)
  - Chernobyl-3 RBMK-1000 LWGR (2000年操業停止)
  - Chernobyl-4 RBMK-1000 LWGR (1986年のチェルノブイリ原子力発電所事故で暴走)
- フメリニツキー原子力発電所(en) - WWER 2基
- リウネ原子力発電所- VVER4基
- 南ウクライナ原子力発電所, Konstantinovka - 3 WWER 3基
- ザポリージャ原子力発電所-WWER 6基(ヨーロッパ最大級)

#### 研究炉
- キエフ 原子力研究のために設置(キエフ原子力研究所（英語版）)
- セヴァストポリ（セヴァストポリ国立工科大学（英語版）のИР-100（ウクライナ語版）） 核エネルギーと産業のために設置
- ハルキウ物理技術研究所

### ブルガリア
- コズロドゥイ原子力発電所(en) -原子炉6基:
- BLOK 1 - 440 MW (操業中止) VVER-440/230
- BLOK 2 - 440 MW (操業中止) VVER-440/230
- BLOK 3 - 440 MW (操業中止) VVER-440/230
- BLOK 4 - 440 MW (操業中止) VVER-440/230
- BLOK 5 - 1000 MW VVER-1000
- BLOK 6 - 1000 MW VVER-1000
- ベレネ原子力発電所(en) -1000 MWの原子炉2基が現在建設中:
- BELENE 1 - 1000 MW (2013年に完成予定) VVER-1000
- BELENE 2 - 1000 MW ( 2014年に完成予定) VVER-1000
- ソフィア - IRT 研究炉(1987年閉鎖)

## ヨーロッパ

### ベルギー
- Mol (BR-2) - 研究炉
- Mol (BR-3) - 加圧水型原子炉(現在廃止)
- ドール原子力発電所 - PWRが4基, 全出力2839 MWe
- ティアンジュ原子力発電所 - PWRが3基, 全出力2985 MWe

### デンマーク
- Risø - DR-3 DIDO級実験原子炉 (2000年完全に閉鎖)
- Risø - DR-2  実験用原子炉(1975年閉鎖)
- Risø -  実験用原子炉(2001年完全に閉鎖)

### フィンランド

#### 発電炉
- ロヴィーサ原子力発電所 - ロシア型加圧水型原子炉2基
- オルキルオト原子力発電所
  - OL1 - 沸騰水型原子炉1基
  - OL2 - 沸騰水型原子炉1基
  - OL3 - 欧州加圧水型炉1基(2005年9月12日に設立)

フィンランド国内では4基が稼働中で、1基が現在建設中。

#### 研究炉
- エスポー - TRIGA Mark II。 State Institute for Technical Researchが1962年に設立

### ドイツ
- ビーブリス原子力発電所 (en) - ビーブリスA・ビーブリスB
- ブロークドルフ原子力発電所 (en)
- ブルンスビュッテル原子力発電所 (en)
- エムスラント原子力発電所 (en)
- グラーフェンラインフェルト原子力発電所 (en) – ミュンヘン工科大学に研究炉 (FRM-II) がある
- グローンデ原子力発電所 (en)
- グンドレミンゲン原子力発電所 (en) - Gundremmingen-BとGrundremmingen-Cのみ, Aは閉鎖
- イーザル原子力発電所 (Nuclear Power Plant Landshut Isar I + Isar II)
- クリュンメル原子力発電所 (en)
- ネッカーヴェストハイム原子力発電所 (en)
- フィリップスブルク原子力発電所 (en)
- ウンターヴェーザー原子力発電所 (en)

#### 研究炉
- BER II (Berliner-Experimentier-Reaktor II, Hahn-Meitner-Institut Berlin; rating: 10 MW、1990年より作動)
- FRG-1 (GKSS Research Center Geesthacht; rating: 5 MW、1958年より作動)
- FRM II（英語版） (ミュンヘン工科大学; Leistung: 20 MW、2004年より作動)
- FRMZ (TRIGA型、ヨハネス・グーテンベルク大学マインツの原子科学研究会; 連続発電量:0.10 MW/30ms: 250 MW;1965年より作動)

#### 廃炉となった原子炉
- ユーリヒ（英語版）とカールスルーエの研究炉
- グライフスヴァルト原子力発電所（英語版） (グライフスヴァルト1号基からグライフスヴァルト4号基まで。グライフスヴァルト5号基は未完成。いずれもタイプはWWER-440)
- グンドレミンゲン (Gundremmingen-A) (1977年閉鎖)
- ハム＝ユーントロップ (Uentrop), THTR-300, 1988年閉鎖
- リンゲン, 1977年閉鎖
- ミュールハイム・ケルリヒ（英語版） 稼働僅かの後、事故の恐れありとして1988年閉鎖
- ニーダーアイヒバッハ（英語版）, 1974年閉鎖
- オーブリヒハイム, 2005年5月閉鎖
- ラインスベルク（英語版）, 1990年閉鎖, Type: WWER-70
- シュターデ, 2003年閉鎖
- ヴュルガッセン（ドイツ語版）, 1994年閉鎖
- カルカー, 未完成
- ヴィール・アム・カイザーシュトゥール, 地元住民と環境保護団体による抗議活動が長期化し、完成できず。
- IJCT list
- カール原子力発電所（英語版）

### ギリシャ
- GRR-1 - 5 MW research reactor at Demokritos National Centre for Scientific Research, Athens

### ハンガリー
- パクシュ原子力発電所- 4 VVER 430 MWe reactors
- ブダペスト
  - ブダペスト工科経済大学 (BME) Institute of Nuclear Techniques - University Research Reactor
  - KFKI Atomic Energy Research Institute KFKI (10 MW Budapest Research Reactor)
- デブレツェン
  - Institute of Nuclear Research of the Hungarian Academy of Sciences (MVサイクロン炉20基、MV Van de Graaff加速炉5基)

### イタリア

#### 発電炉
- ガリリアーノ原子力発電所 - BWR, 1基、出力150 MWe, 1964-1982.
- ラティーナ原子力発電所 - マグノックス, 1基、出力160 MWe, 1963-1987.
- カオルソ原子力発電所 - BWR 原子力発電に関する国民投票で閉鎖.
- トリノ・ベルチェレッセ（ベルチェッレス・トリノ） - 原子力発電に関する国民投票で閉鎖
- モンタルト・ディ・カストロ原子力発電所 - 1964-1982.

#### 研究炉
- パヴィーア - TRIGA Mark II, パヴィーア大学Mark II (1965年設置)
- ローマ - TRIGA Mark II, ENEA Casaccia Research Center (1960年設置)

### オランダ

#### 発電炉
- ボルセラ原子力発電所(en) - 481 MWe PWR
- ドーデバルト原子力発電所(en) - 58 MWe BWR (1997年に閉鎖)

#### 研究炉
- デルフトInterfaculty Reactor Institute（デルフト工科大学の一部）
- Petten nuclear reactor in Petten
- Biologische Agrarische Reactor Nederland(ワーゲニンゲン大学の一部,1990年に閉鎖)
- アイントホーフェン工科大学Athena(閉鎖)
- アーネムKEMAen:Kema Suspensie Test Reactor（研究炉、解体済み）

### ノルウェー

#### 研究炉
- Kjeller reactors
  - NORA (1961-1967)
  - JEEP I (1951-1967)
  - JEEP II (1966-)
- Halden reactor
  - HBWR - Halden boiling water reactor (1959-)

### オーストリア
- ザイベルスドルフ(en:Seibersdorf )Austrian Research Centers ：10 kW ASTRA研究炉 (1960年から1999年まで使用)
- ウィーン Atomic Institute of the Austrian Universities：250 kW TRIGA Mark II研究炉(1962年から使用されている)
- ツヴェンテンドルフ原子力発電所 (1978年に建設完了したが、解説直前から反対運動がおこり、国民投票により原子力禁止法が決定し、操業することなく廃止)

### ポルトガル
- サカヴェン - RPI, Portuguese Research Reactor - 1 MWt pool type, Instituto Tecnológico e Nuclear

### スペイン

#### 発電炉
- アルマラス原子力発電所
  - Almaraz-1 - 1032 MWe
  - Almaraz-2 - 1027 MWe
- アスコー原子力発電所
  - Ascó-1 - 930 MWe
  - Ascó-2 - 930 MWe
- ホセ・カブレラ原子力発電所(2006年4月30日廃炉)
- コフレンテス原子力発電所- 994 MWe
- サンタ・マリア・デ・ガローニャ原子力発電所- 460 MWe
- トリリョ原子力発電所- 1.066 MWe
- バンデリョス原子力発電所 タラゴナ
  - バンデリョス原子力発電所1号機 UNGG (1989年事故のため廃炉)
  - バンデリョス原子力発電所2号機 - 992 MWe PWR

#### 研究炉
- バルセロナ・カタルーニャ工科大学Argos炉 10 kW Argonaut reactor - (1992年に閉鎖)
- CORAL-I reactor

### スウェーデン

#### 発電炉
| 名称                            | 型  | 発電量   | 操業期間  | 状態   | 操業者             |
| ------------------------------- | --- | -------- | --------- | ------ | ------------------ |
| バーセベック原子力発電所1号機   | BWR | 630 MW   | 1975-1999 | 廃炉   | アセア・アトム     |
| バーセベック原子力発電所2号機   | BWR | 630 MW   | 1977-2005 | 廃炉   | ASEA-Atom          |
| フォルスマルク原子力発電所1号機 | BWR | 1,018 MW | 1980-     | 操業中 | アセア・アトム     |
| フォルスマルク原子力発電所2号機 | BWR | 960 MW   | 1981-     | 操業中 | アセア・アトム     |
| フォルスマルク原子力発電所3号機 | BWR | 1,230 MW | 1985-     | 操業中 | アセア・アトム     |
| オスカーシャム原子力発電所1号機 | BWR | 500 MW   | 1972-     | 操業中 | アセア・アトム     |
| オスカーシャム原子力発電所2号機 | BWR | 630 MW   | 1975-     | 操業中 | アセア・アトム     |
| オスカーシャム原子力発電所3号機 | BWR | 1,200 MW | 1985-     | 操業中 | アセア・アトム     |
| リングハルス原子力発電所1号機   | BWR | 860 MW   | 1976-     | 操業中 | アセア・アトム     |
| リングハルス原子力発電所2号機   | PWR | 870 MW   | 1975-     | 操業中 | ウェスチングハウス |
| リングハルス原子力発電所3号機   | PWR | 920 MW   | 1981-     | 操業中 | ウェスチングハウス |
| リングハルス原子力発電所4号機   | PWR | 910 MW   | 1983-     | 操業中 | ウェスチングハウス |

#### 研究炉
| 名称              | 位置                                   | 目的                                   | 発電量 | 運用時期     | 現状 |
| ----------------- | -------------------------------------- | -------------------------------------- | ------ | ------------ | ---- |
| R1                | ストックホルムスウェーデン王立工科大学 | Research                               | 1 MW   | 1954-1970    | 廃炉 |
| R2                | Studsvik                               | 研究および産業目的でのアイソトープ生産 | 50 MW  | 1960-2005    | 廃炉 |
| R2-0              | Studsvik                               | 研究および産業目的でのアイソトープ生産 | 1 MW   | 廃炉         |      |
| Ågestaverket (R3) | ストックホルム Farsta                  | 地域熱供給                             | 80 MW  | 1963-1973    | 廃炉 |
| Marviken (R4)     | ノーショーピング Marviken              | Research, plutonium production         | —      | 1970年に中止 |      |
| FR-0              | Studsvik                               | Research, zero-power fast reactor      | low    | 1964-1971    | 廃炉 |

### スイス

#### 発電炉
- ベツナウ原子力発電所(en) - 2 identical PWRpower reactors. 1969-1970年まで運用(Aerial view)
- ゲスゲン原子力発電所(en) - PWR power reactor, commissioned 1979. (Aerial view)
- ライプシュタット原子力発電所(en) - BWR power reactor, commissioned 1984. (Aerial view)
- ミューレベルク原子力発電所(en) - BWR power reactor, commissioned 1970. (Aerial view)

#### 研究炉
- SAPHIR -プール型原子炉。 1957年4月30日-1993年末。  パウル・シェラー研究所所有。
- DIORIT - HW cooled and moderatred.1960年4月15日-1977年。 パウル・シェラー研究所所有。
- Proteus 再構成可能原子炉。 (graphite moderator/reflector). 操業中。 パウル・シェラー研究所所有。
- Lucens - Prototype power reactor (GCHWR) 30 MWth/6 MWe. 1969年、事故のため閉鎖。解体済み
- CROCUS -原子力軽水炉。操業中。スイス連邦工科大学ローザンヌ校所有。

### イギリス

#### 発電炉
- バークリー原子力発電所 - グロスタシャー、2 x 276MW, 解体
- ブラッドウェル原子力発電所- エセックス(2002年閉鎖, 2005年9月解体)
- コールダーホール原子力発電所 - カンブリア州セラフィールド、4 x 50MWe (1956年より操業開始、2003年閉鎖)
- チャペルクロス原子力発電所 - ダンフリーズ・アンド・ガロウェイ、4 x 180MW(th) (2004年6月閉鎖)
- ダンジネス原子力発電所ダンジネス A - ケント, 2 x 223MW. BNG owned Magnox station ( 2007年1月から解体に入った)
- ダンジネス原子力発電所ダンジネス B - ケント、2 x 550 MW(e). British Energy owned AGR
- ハートルプール原子力発電所 - ハートルプール、2 x 600MW(e). British Energy owned AGR
- ヘイシャム原子力発電所 - ランカシャー、4 x 600 MW(e)
- ヒンクリーポイントA原子力発電所 (Hinkley Point A) - サマセット(2000年に操業停止し、2005年9月に燃料が取り除かれた)
- ヒンクリーポイントB原子力発電所 (Hinkley Point B) - サマセット、2 x 570MW(e). British Energy owned AGR
- ハンターストンA原子力発電所 (en) - ノース・エアシャイア,(1990年閉鎖)
- ハンターストンB原子力発電所 (en) - ノース・エアシャイア,2 x 570 MW(e) British Energy owned AGR
- オールドベリー原子力発電所- グロスタシャー、2 x 435MW. (2008年に操業停止2007年5月の火災で工事中断  したが、同年8月に再開 )
- サイズウェル原子力発電所サイズウェル A - サフォーク、BNFL owned Magnox station (2007年1月から解体作業)
- サイズウェル原子力発電所サイズウェル B - サフォーク、1 x 1195MWe. PWRはBritish Energyが所有
- トーネス原子力発電所 - イースト・ロージアン、2 x 625 MW(e). AGRはBritish Energyが所有
- トロースフィニッド原子力発電所- グウィネズ、BNG owned Magnox station (1991年閉鎖)
- ウィンフリス (en) - ドーセット州ドーチェスター、重水減速軽水冷却炉(SGHWR) (1990年閉鎖)
- ウィルファ原子力発電所 - アングルシー島、2 x 490MW magnox reactors. (Generation due to cease at end of 2010)

#### 研究炉
- オルダーマストン(en:Aldermaston) - VIPER - 核兵器機関
- アスコット(Ascot)- CONSORT reactor, インペリアル・カレッジ・ロンドン, Silwood Parkキャンパス
- ビリンガム - TRIGA Mark I reactor, ICI(1971年設立, 1988年に廃炉)
- Culham - JET 融合炉
- ダービー - ロールス・ロイス海洋動力機関による原子炉炉心の実験施設「ネプチューン試験原子炉」がある。
- ドーンレイ - 英国原子力公社による高速増殖炉の研究開発拠点。原子力発電所として送電を実施していた時期があった。
  - DMTR
  - DFR
  - PFR
- ヴァルカン海軍原子炉試験施設（Vulcan Naval Reactor Test Establishment, HMS Vulcan） - 海軍用原子炉の開発と試験のためドーンレイに設置。PWR1およびPWR2の開発にあたった。
- イースト・キルブライド - スコットランド大学原子力研究センター所蔵 (1995年に操業停止、2003年に描いた移管料)
- Harwell AERE
  - GLEEP (1990年操業停止)
  - BEPO (1968年操業停止)
  - LIDO (1974年操業停止)
  - DIDO (1990年操業停止)
  - PLUTO (1990年操業停止)
- ロンドン
  - グリニッジ - JASON PWR炉 (1999年解体)
  - Stratford Marsh - クイーン・メアリー (1966年に作動開始、1982年に作動停止。のちに解体完了)
- Risley - en:Universities Research Reactor (1991年操業停止、跡地が1996年に解放)
- セラフィールド ( 1971年にウィンズケールから現在の名称へ変更)
  - PILE 1 ( ウィンズケール原子炉火災事故後の1957年廃炉)
  - PILE 2 (1957年廃炉)
  - WAGR (1982年操業停止)
- ドーセット州ドーチェスターWinfrith - 9基、1990年操業停止
  - Dragon reactor
- ウィルファ - BNG owned Magnox station (2010年に操業停止)

## ロシア

### 発電炉
| 名称                                                            | 号機 | 型                       | 状態                  | 正味容量 (MW) | 総容量 (MW) | 送電系統 (カッコ内は予定) | 廃炉 (カッコ内は予定) |
| --------------------------------------------------------------- | ---- | ------------------------ | --------------------- | ------------- | ----------- | ------------------------- | --------------------- |
| バラコヴォ原子力発電所                                          | 1    | VVER-1000/320            | 操業中                | 950           | 1,000       | 28.12.1985                | (2015)                |
| バラコヴォ原子力発電所                                          | 2    | VVER-1000/320            | 操業中                | 950           | 1,000       | 08.10.1987                | (2017)                |
| バラコヴォ原子力発電所                                          | 3    | VVER-1000/320            | 操業中                | 950           | 1,000       | 25.12.1988                | (2018)                |
| バラコヴォ原子力発電所                                          | 4    | VVER-1000/320            | 操業中                | 950           | 1,000       | 11.04.1993                | (2023)                |
| ベロヤルスク原子力発電所                                        | 1    | AMB-100                  | 操業停止              | 102           | 108         | 26.04.1964                | 01.01.1983            |
| ベロヤルスク原子力発電所                                        | 2    | AMB-200                  | 操業停止              | 146           | 160         | 29.12.1967                | 01.01.1990            |
| ベロヤルスク原子力発電所（BN-600）                              | 3    | BN-600 (Fast breeder)    | 操業中                | 560           | 600         | 08.04.1980                | (2025)                |
| ベロヤルスク原子力発電所（BN-800）                              | 4    | BN-800 (Fast breeder)    | 2006年より建設中      | 750           | 800         | (2012)                    | –                     |
| ビリビノ原子力発電所                                            | 1    | GBWR-12/EGP-6            | 操業中                | 11            | 12          | 12.01.1974                | (2019)                |
| ビリビノ原子力発電所                                            | 2    | GBWR-12/EGP-6            | 操業中                | 11            | 12          | 30.12.1974                | (2019)                |
| ビリビノ原子力発電所                                            | 3    | GBWR-12/EGP-6            | 操業中                | 11            | 12          | 22.12.1975                | (2021)                |
| ビリビノ原子力発電所                                            | 4    | GBWR-12/EGP-6            | 操業中                | 11            | 12          | 27.12.1976                | (2022)                |
| カリーニン原子力発電所                                          | 1    | VVER-1000/338            | 操業中                | 950           | 1,000       | 09.05.1984                | (2014)                |
| カリーニン原子力発電所                                          | 2    | VVER-1000/338            | 操業中                | 950           | 1,000       | 03.12.1986                | (2016)                |
| カリーニン原子力発電所                                          | 3    | VVER-1000/320            | 操業中                | 950           | 1,000       | 16.12.2004                | (2034)                |
| カリーニン原子力発電所                                          | 4    | VVER-1000/320            | 1986年より建設中      | 950           | 1,000       | (31.12.2010)              | –                     |
| コラ原子力発電所                                                | 1    | VVER-440/230             | 操業中                | 411           | 440         | 29.06.1973                | (2018)                |
| コラ原子力発電所                                                | 2    | VVER-440/230             | 操業中                | 411           | 440         | 09.12.1974                | (2019)                |
| コラ原子力発電所                                                | 3    | VVER-440/213             | 操業中                | 411           | 440         | 24.03.1981                | (2036)                |
| コラ原子力発電所                                                | 4    | VVER-440/213             | 操業中                | 411           | 440         | 11.10.1984                | (2014)                |
| クルスク原子力発電所                                            | 1    | RBMK-1000 (1. Gen.)      | 操業中                | 925           | 1,000       | 19.12.1976                | (2021)                |
| クルスク原子力発電所                                            | 2    | RBMK-1000 (1. Gen.)      | 操業中                | 925           | 1,000       | 28.01.1979                | (2024)                |
| クルスク原子力発電所                                            | 3    | RBMK-1000 (2. Gen.)      | 操業中                | 925           | 1,000       | 17.10.1983                | (2033)                |
| クルスク原子力発電所                                            | 4    | RBMK-1000 (2. Gen.)      | 操業中                | 925           | 1,000       | 02.12.1985                | (2035)                |
| クルスク原子力発電所                                            | 5    | RBMK-1000 (3. Gen.)      | 1985年より建設中      | 925           | 1,000       | (31.12.2010)              | –                     |
| ノヴォヴォロネジ原子力発電所                                    | 1    | VVER-210                 | 停止                  | 197           | 210         | 30.09.1964                | 16.02.1988            |
| ノヴォヴォロネジ原子力発電所                                    | 2    | VVER-365                 | 停止                  | 336           | 365         | 27.12.1969                | 29.08.1990            |
| ノヴォヴォロネジ原子力発電所                                    | 3    | VVER-440/179             | 操業中                | 385           | 417         | 27.12.1971                | (2016)                |
| ノヴォヴォロネジ原子力発電所                                    | 4    | VVER-440/179             | 操業中                | 385           | 417         | 28.12.1972                | (2017)                |
| ノヴォヴォロネジ原子力発電所                                    | 5    | VVER-1000/187            | 操業中                | 950           | 1,000       | 31.05.1980                | (2030)                |
| ノヴォヴォロネジ第二原子力発電所                                | 1    | VVER-1200/491 (AES-2006) | 2008年より建設中      | 1,085         | 1,170       | (31.12.2012)              | –                     |
| オブニンスク原子力発電所（APS-1）                               | 1    | AM-1                     | 停止                  | 5             | 6           | 26.06.1954                | 29.04.2002            |
| セヴェロドヴィンスク原子力発電所（アカデミック・ロモノソフ(?)） | 1    | KLT-40S                  | 2007年より建設中      | 30            | 38          | (2010)                    | –                     |
| セヴェロドヴィンスク原子力発電所                                | 2    | KLT-40S                  | 2007年より建設中      | 30            | 38          | (2010)                    | –                     |
| スモレンスク原子力発電所                                        | 1    | RBMK-1000 (2. Gen.)      | 操業中                | 925           | 1,000       | 09.12.1982                | (2033)                |
| スモレンスク原子力発電所                                        | 2    | RBMK-1000 (2. Gen.)      | 操業中                | 925           | 1,000       | 31.05.1985                | (2035)                |
| スモレンスク原子力発電所                                        | 3    | RBMK-1000 (3. Gen.)      | 操業中                | 925           | 1,000       | 17.01.1990                | (2040)                |
| レニングラード原子力発電所（Sosnovy Bor）                       | 1    | RBMK-1000 (1. Gen.)      | 操業中                | 925           | 1,000       | 21.12.1973                | (2018)                |
| レニングラード原子力発電所（Sosnovy Bor）                       | 2    | RBMK-1000 (1. Gen.)      | 操業中                | 925           | 1,000       | 11.07.1975                | (2020)                |
| レニングラード原子力発電所（Sosnovy Bor）                       | 3    | RBMK-1000 (2. Gen.)      | 操業中                | 925           | 1,000       | 07.12.1979                | (2029)                |
| レニングラード原子力発電所（Sosnovy Bor）                       | 4    | RBMK-1000 (2. Gen.)      | 操業中                | 925           | 1,000       | 09.02.1981                | (2031)                |
| レニングラード第二原子力発電所                                  | 1    | VVER-1200/491            | Planned start 10/2007 | 1,085         | 1,170       | (2012)                    | –                     |
| VK-50                                                           | 1    | VK-50                    | 閉鎖                  | 50            | 62          | 01.01.1966                | 01.01.1989            |
| ヴォルゴドンスクまたはロストフ原子力発電所                      | 1    | VVER-1000/320            | 操業中                | 950           | 1,000       | 30.03.2001                | (2030)                |
| ヴォルゴドンスクまたはロストフ原子力発電所                      | 2    | VVER-1000/320            | 1983年より建設中      | 950           | 1,000       | (31.12.2008)              | –                     |

### 研究炉
(There are approximately 109 research reactors in Russia. )
- T-15：クルチャトフ研究所にある融合原子炉。

## アメリカ合衆国

### 発電炉

#### アメリカ合衆国原子力規制委員会 第I地区(北東部)
- ビーバーバレー原子力発電所(Beaver Valley)、ペンシルベニア州
- カルバートクリフス原子力発電所(Calvert Cliffs)、メリーランド州
- Connecticut Yankee Nuclear Power Plant（閉鎖）、コネチカット州
- ジェームズ・A・フィッツパトリック原子力発電所(FitzPatrick)、ニューヨーク州
- Ginna Nuclear Generating Station、ニューヨーク州
- ホープクリーク原子力発電所(Hope Creek)、ニュージャージー州
- インディアンポイント原子力発電所(Indian Point)、ニューヨーク州
- リメリック原子力発電所(Limerick)、ペンシルベニア州
- メーンヤンキー原子力発電所(Maine Yankee)（閉鎖）、メイン州
- ミルストン原子力発電所(Millstone)、コネチカット州
  - 1号機

1966年に操業開始した。
1973年11月に人為的ミスにより炉心の一部が臨界。
1995年に操業停止。1998年に完全に閉鎖された。
- ナインマイルポイント原子力発電所(Nine Mile Point)、ニューヨーク州
- オイスタークリーク原子力発電所(Oyster Creek)、ニュージャージー州
- ピーチボトム原子力発電所(Peach Bottom)、ペンシルベニア州
- ピルグリム原子力発電所(Pilgrim)、マサチューセッツ州
- セーラム原子力発電所(Salem)、ニュージャージー州
- サクストン原子力発電所(Saxton)（閉鎖）、ペンシルベニア州
- シーブルック原子力発電所(Seabrook)、ニューハンプシャー州
- シッピングポート原子力発電所（閉鎖）、ペンシルベニア州
- ショアハム原子力発電所(Shoreham)（閉鎖）、ニューヨーク州
- サスケハナ原子力発電所(Susquehanna)、ペンシルベニア州
- スリーマイル島原子力発電所 1号機・2号機、ペンシルベニア州
- バーモントヤンキー原子力発電所(Vermont Yankee)、バーモント州
- ヤンキー・ロウ原子力発電所(Yankee Rowe)（閉鎖）、マサチューセッツ州

#### アメリカ合衆国原子力規制委員会 第II地区(南部)
- ベルフォンテ原子力発電所(Bellefonte) (未完成)、アラバマ州
- ブラウンズフェリー原子力発電所(Browns Ferry)、アラバマ州
- ブラウンズウィック原子力発電所(Brunswick)、ノースカロライナ州
- カロライナ・バージニア原子力発電所(Carolinas-Virginia)、サウスカロライナ州 (decommissioned)
- カトーバ原子力発電所(Catawba)、サウスカロライナ州
- クリスタルリバー原子力発電所(Crystal River 3)、フロリダ州
- Farley (Joseph M. Farley) Nuclear Generating Station、アラバマ州
- グランドガルフ原子力発電所(Grand Gulf)、ミシシッピ州
- エドウィン・I・ハッチ原子力発電所(Hatch (Edwin I. Hatch))、ジョージア州
- Wm・B・マクガイア原子力発電所(McGuire)、ノースカロライナ州
- ノースアンナ原子力発電所、バージニア州
- オコーニー原子力発電所(Oconee)、サウスカロライナ州
- バージル・C・サマー原子力発電所(Virgil C. Summer)、サウスカロライナ州
- ボーグル原子力発電所(Alvin W. Vogtle)、ジョージア州
- H・B・ロビンソン原子力発電所(H.B. Robinson)、サウスカロライナ州
- セコヤー原子力発電所(Sequoyah)、テネシー州
- シアロン・ハリス原子力発電所(Shearon Harris)、ノースカロライナ州
- セントルーシー原子力発電所(St. Lucie)、フロリダ州
- サリー原子力発電所(Surry)、バージニア州
- ターキー・ポイント原子力発電所(Turkey Point)（ハリケーン・アンドリューの被害を受けた部分あり）、フロリダ州
- ワッツバー原子力発電所(Watts Bar)、テネシー州

#### アメリカ合衆国原子力規制委員会 第III地区(中西部)
- バイロン原子力発電所(Byron)、イリノイ州
- ブレイドウッド原子力発電所(Braidwood)、イリノイ州
- クリントン原子力発電所(Clinton)、イリノイ州
- デービス・ベッセ原子力発電所 1号機、オハイオ州
- ドナルド・C・クック原子力発電所(Donald C. Cook)、ミシガン州
- ドレスデン原子力発電所(Dresden)、イリノイ州
- Duane Arnold Energy Center、アイオワ州
- エルクリバー原子力発電所(Elk River)（解体）、ミネソタ州
- エンリコ・フェルミ炉、ミシガン州
- キウォーニ原子力発電所(Kewaunee)、ウィスコンシン州
- ラクロス原子力発電所(La Crosse)（BWR、解体）、ウィスコンシン州
- ラサール原子力発電所(LaSalle)、イリノイ州
- Marble Hill Nuclear Power Plant（未完成）、インディアナ州
- モンティセロ原子力発電所(Monticello)、ミネソタ州
- パリセード原子力発電所(Palisades)、ミシガン州
- ペリー原子力発電所(Perry)、オハイオ州
- ピクウェー原子力発電所(Piqua)（解体）、オハイオ州
- ポイントビーチ原子力発電所(Point Beach)、ウィスコンシン州
- プレーリーアイランド原子力発電所(Prairie Island)ミネソタ州
- クアッド・シティズ原子力発電所(Quad Cities)、イリノイ州
- Zion Nuclear Power Station（解体）、イリノイ州

#### アメリカ合衆国原子力規制委員会 第IV地区(西部)
- Arkansas Nuclear One、アーカンソー州
- キャラウェイ原子力発電所(Callaway)、ミズーリ州
- コロンビア原子力発電所(Columbia)、ワシントン州。かつては第2地区扱いだった。
- コマンチ・ピーク原子力発電所(Comanche Peak)、テキサス州
- クーパー原子力発電所、ネブラスカ州
- ディアブロ・キャニオン原子力発電所、カリフォルニア州
- フォートカルフーン原子力発電所(Fort Calhoun)、ネブラスカ州
- フォート・セント・ブレイン原子力発電所(Fort Saint Vrain)（閉鎖）、コロラド州
- グランド・ガルフ原子力発電所(Grand Gulf)、ミシシッピ州
- ハラム原子力発電所(Hallam)（閉鎖）、ネブラスカ州
- ハンフォードR炉(廃炉、#プルトニウムを用いた原子炉を参考)、ワシントン州
- フンボルト・ベイ原子力発電所(Humboldt Bay)（閉鎖）、カリフォルニア州
- パロベルデ原子力発電所(Palo Verde)、アリゾナ州
- パスファインダー原子力発電所(Pathfinder)（閉鎖）、サウスダコタ州
- ランチョセコ原子力発電所(Rancho Seco)（閉鎖）、カリフォルニア州
- リバー・ベンド原子力発電所(River Bend)、ルイジアナ州
- サンオノフレ原子力発電所(San Onofre)、カリフォルニア州
- Santa Susana（サンタスサーナ）（1957年に閉鎖）、カリフォルニア州
- サウステキサス原子力発電所(South Texas)、テキサス州
- トロージャン原子力発電所(Trojan)（閉鎖）、オレゴン州レーニア（英語版）
- UMR、ミズーリ州
- バレシトス原子力センタ(Vallecitos)(idle research center)、カリフォルニア州
- ウォーターフォード原子力発電所(Waterford)、ルイジアナ州
- ウルフクリーク原子力発電所(Wolf Creek)、カンサス州

### プルトニウムを用いた原子炉
- ワシントン州ハンフォード・サイト
  - 105-B (Pile) -博物館展示
  - 105-F (Pile) - 博物館展示
  - 105-D (Pile) - 博物館展示
  - H-Reactor (Pile) - 博物館展示準備中
  - DR-Reactor (Pile) - 博物館展示
  - C-Reactor (Pile) - 博物館展示
  - KE-Reactor (Pile) - 博物館展示準備中
  - KW-Reactor (Pile) -博物館展示準備中
  - N-Reactor -博物館展示準備中
- サウスカロライナ州サバンナ川原子力
  - R-Reactor (重水炉) - S&M Mode
  - P-Reactor (重水炉) - S&M Mode
  - L-Reactor (重水炉) - S&M Mode
  - K-Reactor (重水炉) - S&M Mode
  - C-Reactor(C-Reactor Savannah) (重水炉) - S&M Mode

### 陸軍原子炉(Army Nuclear Power Program)
- SM-1（英語版）
- SM-1A
- PM-2A
- PM-1
- PM-3A
- MH-1A
- SL-1
- ML-1（英語版）
- 移動型原子炉「Project Dilithium」- 前線基地に電力を安定供給する目的でアメリカ国防総省にて構想中の小型原子炉。現行のディーゼル油主体の発電機に代わり、「戦場で無尽蔵のエネルギー補給を行えば問題を克服できる」との理由で原子力利用が提案されている。電気出力にして1メガワットから10メガワットの移動式原子炉(最低でも三年間燃料補給無しで作動可能)。トラック、船舶、C-17輸送機で移動可能なサイズで重量40トン以内。周囲の空気により自然冷却する機構を備える。移動型原子炉は「半自律式」で無人にて安全機能を維持(監視計測に要する人員は必要最小限)。運転停止、冷却、接続解除、輸送準備はいずれも一週間未満で可能であり、発電再開までに要する期間は3日以内。メルトダウンが物理的に不可能な極めて安全な設計により、人員に及ぼす悪影響は最小限に留める事が可能。「同体積比での圧倒的なエネルギー密度を考慮すれば原子力は依然として最も魅力的な選択肢である」との見解である[13]。

### 研究炉
- アーカンソー州
  - SEFOR - 閉鎖
- イリノイ州(とアイダホ州の)アルゴンヌ国立研究所
  - CP-1 - 閉鎖
  - CP-3（英語版） - 閉鎖
  - CP-5（英語版） - 閉鎖(1979)
  - EBWR - Experimental Boiling Water Reactor - 閉鎖
  - LMFBR - Liquid Metal Fast Breeder Reactor - 閉鎖
  - Janus reactor -閉鎖(1992)
  - JUGGERNAUT- 閉鎖
  - IFR - Integral Fast Reactor（統合型高速炉）[14] - Never Operated (?)
- ニューヨーク州アップトンブルックヘブン国立研究所
  - High Flux Beam Reactor -閉鎖(1999)
  - Medical Research Reactor - 閉鎖(2000)
  - Brookhaven Graphite Research Reactor -閉鎖(1968)
- ワシントン州ハンフォード・サイト
  - en:Fast Flux Test Facility - currently in cold standby Core drilled
- アイダホ州アイダホ国立研究所
  - ARMF-I - 閉鎖
  - AMRF-II - 閉鎖
  - ATR - Operating
  - ATRC - Operating
  - AFSR -閉鎖
  - BORAX-I - 閉鎖
  - BORAX-II - 閉鎖
  - BORAX-III - 閉鎖
  - BORAX-IV -閉鎖
  - BORAX-V - 閉鎖(1964)
  - CRCE - 閉鎖
  - CFRMF - 閉鎖
  - CET - 閉鎖
  - ETR -閉鎖
  - ETRC -閉鎖
  - EBOR - 開始のめどなし
  - EBR-I - Experimental Breeder Reactor I (originally CP-4) -閉鎖
  - EBR-II - Experimental Breeder Reactor II -閉鎖
  - ECOR - Never Operated
  - 710 - 閉鎖
  - GCRE - Gas Cooled Reactor Experiment -閉鎖
  - HTRE-1 - Heat Transfer Reactor Experiment 1 - 閉鎖
  - HTRE-2 - Heat Transfer Reactor Experiment 2 - 閉鎖
  - HTRE-3 - Heat Transfer Reactor Experiment 3 - 閉鎖
  - 603-A -閉鎖
  - HOTCE -閉鎖
  - A1W-A -閉鎖
  - A1W-B -閉鎖
  - LOFT -閉鎖
  - MTR -閉鎖
  - ML-1 - Mobil Low Power Plant -閉鎖
  - S5G -閉鎖
  - NRAD - Operating
  - FRAN -閉鎖
  - OMRE - 閉鎖
  - PBF - 閉鎖
  - RMF -閉鎖
  - SUSIE - Operational
  - SPERT-I -閉鎖
  - SPERT-II -閉鎖
  - SPERT-III -閉鎖
  - SPERT-IV -閉鎖
  - SCRCE -閉鎖
  - SL-1/ALPR - Stationary Low Power Plant -閉鎖
  - S1W/STR -閉鎖
  - SNAPTRAN-1 -閉鎖
  - SNAPTRAN-2 -閉鎖
  - SNAPTRAN-3 -閉鎖
  - THRITS -閉鎖
  - TREAT -閉鎖
  - ZPPR - Zero Power Physics Reactor (formerly Zero Power Plutonium Reactor) - Standby
  - ZPR-III -閉鎖
- ネバダ州ネバダ核実験場
  - en:BREN Tower
- オークリッジ国立研究所
  - X-10 Graphite Reactor -閉鎖
  - Oak Ridge Research Reactor -閉鎖
  - Bulk Shielding Reactor -閉鎖
  - Tower Shielding Reactor -閉鎖
  - en:Molten-Salt Reactor Experiment -閉鎖
  - en:High Flux Isotope Reactor - 運用中
- en:Savannah River Site
  - HWCTR - Heavy Water Components Test Reactor - 部分的に解体中

#### 運用許可を得た研究機関などの原子炉(Civilian Research and Test Reactors Licensed To Operate)
| 運用者                           | 位置                                 | 原子炉                                            | 熱出力    | 運用期間        |
| -------------------------------- | ------------------------------------ | ------------------------------------------------- | --------- | --------------- |
| エアロテスト・オペレーションズ   | カリフォルニア州サンラモン           | TRIGA Mark I                                      | 250 kW    |                 |
| 軍放射性生物研究所               | メリーランド州ベセスダ               | TRIGA Mark F                                      | 1 MW      |                 |
| コーネル大学                     | ニューヨーク州イサカ                 | TRIGA Mark II                                     | 500 kW    |                 |
| ダウ・ケミカル                   | ミシガン州ミッドランド               | TRIGA Mark I                                      | 300 kW    |                 |
| ゼネラル・エレクトリック         | カリフォルニア州スノール             | "Nuclear Test"                                    | 100 kW    |                 |
| アイダホ州立大学                 | アイダホ州ポカテッロ                 | AGN-201 #103                                      | 50 W      | 1967            |
| カンザス州立大学                 | カンザス州マンハッタン               | TRIGA Mark II                                     | 1250 kW   | 1962            |
| マサチューセッツ工科大学         | マサチューセッツ州ケンブリッジ       | Tank Type HWR Reflected (MITR-II)                 | 5 MW      | 1958 -          |
| ミズーリ工科大学                 | ミズーリ州ローラ                     | Pool                                              | 200 kW    | 1961 -          |
| アメリカ国立標準技術研究所       | メリーランド州ゲイザースバーグ       | TRIGA Mark I                                      | 20 MW     |                 |
| ノースカロライナ州立大学         | ノースカロライナ州ローリー           | Pulstar                                           | 1 MW      | 1973 -          |
| オハイオ州立大学                 | オハイオ州コロンバス                 | Pool (modified Lockheed)                          | 500 kW    | 1961            |
| オレゴン州立大学                 | オレゴン州コーバリス市               | TRIGA Mark II (OSTR)                              | 1.1 MW    | 1967 -          |
| ペンシルベニア州立大学           | ペンシルベニア州ユニバーシティパーク | TRIGA BNR Reactor                                 | 1.1 MW    | 1955 -          |
| パデュー大学                     | インディアナ州ウェストラファイエット | ロッキード                                        | 1 kW      | 1962            |
| リード・カレッジ                 | オレゴン州ポートランド               | TRIGA Mark I (RRR)                                | 250 kW    | 1968 -          |
| レンセラー工科大学               | ニューヨーク州トロイ                 | Critical Assembly                                 |           |                 |
| ロードアイランド原子力委員会     | ロードアイランド州ナレーガンセット   | GE Pool                                           | 2 MW      |                 |
| テキサスA&M大学                  | テキサス州カレッジステーション       | AGN-201M #106 - TRIGA Mark I (2基)                | 5 W, 1 MW |                 |
| アリゾナ大学                     | アリゾナ州ツーソン                   | TRIGA Mark I                                      | 110 kW    | 1958            |
| カリフォルニア大学バークレー校   | カリフォルニア州バークレー           | TRIGA Mark III (閉鎖)                             |           |                 |
| カリフォルニア大学デービス校     | カリフォルニア州デービス             | TRIGA Mark II, McClellan Nuclear Radiation Center | 2.3 MW    | 1998年8月13日 - |
| カリフォルニア大学アーバイン校   | カリフォルニア州アーバイン           | TRIGA Mark I                                      | 250 kW    | 1969            |
| フロリダ大学                     | フロリダ州ゲインズビル               | Argonaut (UFTR)                                   | 100 kW    | 1959 -          |
| メリーランド大学カレッジパーク校 | メリーランド州カレッジパーク         | TRIGA Mark I                                      | 250 kW    |                 |
| マサチューセッツ大学ローウェル校 | マサチューセッツ州ローウェル         | Pool                                              | 1 MW      |                 |
| ミシガン大学                     | ミシガン州アナーバー                 | Pool, フォード原子炉 (FNR)                        | 2 MW      | 1957 - 2003     |
| ミズーリ大学コロンビア校         | ミズーリ州コロンビア                 | ゼネラル・エレクトリック製タンク・タイプ UMRR     | 10 MW     | 1966 -          |
| ニューメキシコ大学               | ニューメキシコ州アルバカーキ         | AGN-201M $112                                     |           |                 |
| テキサス大学オースティン校       | テキサス州オースティン               | TRIGA Mark II                                     | 1.1 MW    |                 |
| ユタ大学                         | ユタ州ソルトレークシティ             | TRIGA Mark I                                      | 100 kW    |                 |
| ウィスコンシン大学マディソン校   | ウィスコンシン州マディソン           | TRIGA Mark I                                      | 1 MW      | 1961            |
| アメリカ地質調査所               | コロラド州デンバー                   | TRIGA Mark I                                      | 1 MW      |                 |
| en:U.S. Veterans Administration  | ネブラスカ州オマハ                   | TRIGA Mark I                                      | 20 kW     |                 |
| ワシントン州立大学               | ワシントン州プルマン                 | TRIGA Mark I                                      | 1.3 MW    | 1961年3月13日 - |
| ウースター工科大学               | マサチューセッツ州ウースター         | GE                                                | 10 kW     |                 |

#### Research and Test Reactors Under Decommission Orders or License Amendments
これらの研究・試験炉は運用の権限を与えられており、調査および契約が終了した場合は解体されることになっている。
- カリフォルニア州サンディエゴゼネラル・アトミックス(原子炉2基)
- ジョージア州アトランタジョージア工科大学
- アイオワ州エイムズ市アイオワ州立大学
- ニューヨーク州リバーデイルマンハッタン大学（英語版）
- オハイオ州 サンダスキー郡 NASA(原子炉2基)
- ペンシルベニア州サクストン en:Saxton Nuclear Experimental Corporation(原子炉1基)
- イリノイ州アーバナ市イリノイ大学アーバナ・シャンペーン校
- ワシントン州シアトル, ワシントン大学
- バージニア州シャーロッツビルバージニア大学(原子炉2基)
- ペンシルベニア州ワルツミルウェスティングハウス・エレクトリック

#### 所有許可が降りたのみの試験炉（Research and Test Reactors With Possession-Only Licenses ）
(これらの研究炉・試験炉は運用の権限はなく、核物質の保持を許可されただけであり、長い間廃炉になっている。)
- ニューヨーク州イサカ市コーネル大学
- General Electric Company, カリフォルニア州スノール（英語版） (研究炉・ 動力炉・試験炉一つずつ)
- 原子力貨物船サヴァンナ(原子炉1基)
- ニューヨーク州立大学バッファロー校